# فريثغوف أندرسن
فريثغوف أندرسن (بالنرويجية البوكمول: Frithjof Andersen)‏ هو مصارع رياضي نرويجي، ولد في 5 أبريل 1893 في كريستيانية في النرويج، وتوفي في 24 يوليو 1975 في أوسلو في النرويج.

## وصلات خارجية
- فريثغوف أندرسن على موقع أوليمبيديا (الإنجليزية)